# Mary Boone Gallery
De Mary Boone Gallery in New York was een van de meest spraakmakende galeries in de internationale kunsthandel van de jaren 80. Oprichter en eigenaar is de kunsthistorica Mary Boone (1951).

## Vestigingen
De galerie werd opgericht in 1977, op het adres 420 West Broadway (SoHo). Sinds mei 1996 is de galerie gevestigd in Midtown Manhattan aan Fifth Avenue en in november 2000 opende de galerie een tweede vestiging in Chelsea (Manhattan). 

## De jaren 80
De Mary Boone Gallery had vanaf haar oprichting veel jonge Amerikaanse neo-expressionistische kunstenaars in haar 'stal' zoals Julian Schnabel en David Salle. In 1982 kreeg de galerie een coverstory in het New York Magazine waarin Boone "The New Queen of the Art Scene" genoemd werd.
New Yorkse kunstenaars die in de jaren tachtig door de galerie werden vertegenwoordigd, waren onder andere: Richard Artschwager, Jean-Michel Basquiat, Ross Bleckner, Eric Fischl, Barbara Kruger, Brice Marden, de Brit Malcolm Morley en Richard Tuttle. Een andere Amerikaanse kunstenaar van de galerie was James Lee Byars.
Europese kunstenaars die in dit decennium solotentoonstellingen in de galerie hadden, waren onder andere de Duitsers: Georg Baselitz, Jörg Immendorff, Anselm Kiefer, Sigmar Polke, de Italiaan Francesco Clemente en de uit Griekenland afkomstige beeldhouwer Jannis Kounellis.
De Mary Boone Gallery werkte in deze periode mee aan tentoonstellingen van Marcel Broodthaers, Roy Lichtenstein, Agnes Martin, Francis Picabia, en Clyfford Still.

## Vanaf 1990
Boone had in de jaren 80 sterk geprofiteerd van een 'opgeblazen' kunstmarkt waar nieuw werk van jonge kunstenaars waaromheen een hype gaande was voor meer dan een miljoen Amerikaanse dollars verkocht werd. Na instorting van de markt rond 1990 moest zij een deel van haar eigen collectie verkopen om niet failliet te gaan. De galerie wist te overleven, maar veel van haar oorspronkelijke kunstenaars vertrokken naar andere galeries. De vrijgekomen plekken in het galerieprogramma werden opgevuld door jongere kunstenaars.